# Badisches Tagblatt
Das Badische Tagblatt (BT) ist eine Tageszeitung für den Landkreis Rastatt und den Stadtkreis Baden-Baden. Sie erscheint in den vier Lokalausgaben Baden-Baden, Rastatt, Bühl und Murgtal. An dem Nachrichtenangebot arbeiteten 2018 rund 50 Redakteure. Seit 2023 erscheint das Badische Tagblatt unter der Dachmarke der Badischen Neuesten Nachrichten.

## Geschichte
Das Badische Tagblatt ging aus der Fusion der Zeitungen Südwest-Echo (Rastatt) und dem Badener Tagblatt (Baden-Baden) im Jahr 1951 hervor. Letzteres wurde ursprünglich unter dem Namen Anzeigenblatt für die Großherzogliche Stadt Baden im Jahr 1811 als Kur- und Anzeigenzeitung gegründet. 1941 durfte die Zeitung kriegsbedingt nicht mehr erscheinen, der Vertrieb erfolgte daraufhin im Mantel des Völkischen Beobachters. Im August 1945 erhielt das Badener Tagblatt als erste Tageszeitung in der französischen Besatzungszone eine Lizenz. Das Südwest-Echo geht zurück auf das Rastatter Wochenblatt aus dem Jahr 1803. Es trat zudem an die Stelle der Rastatter Nachrichten. 
Ab 1968 war der Schriftsteller Heinz Bischof (Pseudonym: Günther Imm) Redakteur der Heimatbeilage des Badischen Tagblatts. Am 11. Mai 2021 wurden Pläne bekannt gegeben, dass das Badische Tagblatt und die Badischen Neuesten Nachrichten fusionieren wollen. In der folgenden Zeit begann der Austausch von Inhalten. Seit dem 23. Mai 2022 werden die Artikel beider Zeitungen im Internet nur noch auf der Seite der BNN publiziert. Die Online-Abonnements wurden hierzu zusammengelegt. Seit dem 1. Juli 2023 erscheint das Badisches Tagblatt unter der Dachmarke der Badischen Neuesten Nachrichten.

## Auflage
Die verkaufte Auflage beträgt 24.887 Exemplare. Der Anteil der Abonnements an der verkauften Auflage liegt bei 90,9 Prozent.
| 1998  | 1999  | 2000  | 2001  | 2002  | 2003  | 2004  | 2005  | 2006  | 2007  | 2008  | 2009  | 2010  | 2011  | 2012  | 2013  | 2014  | 2015  | 2016  | 2017  | 2018  | 2019  | 2020  | 2021  | 2022  | 2023 | 2024 |
| ----- | ----- | ----- | ----- | ----- | ----- | ----- | ----- | ----- | ----- | ----- | ----- | ----- | ----- | ----- | ----- | ----- | ----- | ----- | ----- | ----- | ----- | ----- | ----- | ----- | ---- | ---- |
| 40428 | 40364 | 40387 | 40210 | 39560 | 38961 | 38297 | 37833 | 37206 | 36771 | 35951 | 35394 | 34786 | 34094 | 34141 | 33747 | 33303 | 32857 | 32311 | 31536 | 30814 | 29934 | 29625 | 28761 | 27182 |      |      |

## Verlag
Die Badisches Tagblatt GmbH mit Sitz in Baden-Baden gibt neben der Tageszeitung zwei kostenlose Wochenzeitungen (das Wochenjournal WO und das WO zum Sonntag), ein Veranstaltungs- und TV-Magazin (Auszeit) sowie ein Nachrichtenblatt (Ortszeit) heraus. Ein Online-Nachrichtenportal sowie Auftritte in den sozialen Medien ergänzen das Angebot elektronisch.

## Druck
Der Druck der Verlagsprodukte erfolgte von Mitte 2014 bis 30. Juni 2023 bei der Tochtergesellschaft des Verlages, der Badisches Druckhaus Baden-Baden GmbH. Seit 1. Juli 2023 wird die Zeitung im Druckhaus der Badischen Neuesten Nachrichten in Karlsruhe-Neureut gedruckt.